# Пуляев, Андрей Николаевич
Андрей Николаевич Пуляев (род. 10 сентября 1997, Чита, Россия) — российский боец смешанных боевых искусств, выступающий в средней весовой категории, действующий боец UFC (с 2024 года). Серебряный призёр Кубка России по панкратиону (2016), бронзовый призёр чемпионата России по ММА (2016). Мастер спорта России.

## Биография
Родился 10 сентября 1997 года в Чите Российской Федерации. 
Учился в 2004 году в школе № 6 своего родного города, затем после девятого класса в 2012 году поступил в Читинское торгово-кулинарное училище № 35 на специальность повар-кондитер. С детства занимался различными видами спорта. 
В 2019 году переехал в Новосибирск, где несколько лет представлял спортивную школу единоборств «Шторм». В 2022 году началась его профессиональная спортивная карьера, попав в команду «Shtorm Shlemenko Fight Team». Начинал с промоушена Александра Шлеменко «SFC». В 2024 году подписал контракт с UFC. 

## Статистика в смешанных единоборствах
| Боёв 13         | Побед 10 | Поражений 3 |
| --------------- | -------- | ----------- |
| Нокаутом        | 6        | 1           |
| Сдачей          | 2        | 0           |
| Решением        | 2        | 2           |
| Не состоявшихся | 0        | 0           |

## Звания и награды

### Звания
- Мастер спорта России по ММА.

### Взрослые чемпионаты
- Чемпионат Кубка России по панкратиону (взрослая категория)[2].
- Первенство России по ММА (93 кг, взрослая категория)[3].

### Юниорские чемпионаты[6]
- Первенство Сибирского федерального округа по Кудо (2013, 2014).
- Первенство России по Кудо (2014).
- Чемпионат Сибири (2015, 2017).
- Чемпионат Сибирского федерального округа по ММА
- Чемпионат Сибири (2021)